# Cladosporium brunneoatrum
Cladosporium brunneoatrum är en svampart som beskrevs av McAlpine 1899. Cladosporium brunneoatrum ingår i släktet Cladosporium och familjen Davidiellaceae.   Inga underarter finns listade i Catalogue of Life.